# Корнский язык
Ко́рнский язы́к (самоназвание — Kernowek; англ. Cornish, брет. Kerneveureg, валл. Cernyweg; в русских текстах встречаются варианты корнуэльский и корнваллийский) — язык корнцев, входящий в бриттскую ветвь кельтской группы индоевропейской языковой семьи. До недавних лет считался вымершим. В настоящее время предпринимаются попытки его возрождения, и количество носителей языка растёт.
Корнский язык, так же как валлийский и бретонский, — прямой потомок древнего бриттского языка, на котором до прихода англосаксов и постепенного распространения древнеанглийского языка говорили на большей части острова Британия. Корнский на протяжении долгих столетий оставался главным языком Корнуолла, известного в британской историографии как Западный Уэльс (в то время как современный Уэльс традиционно именовался Северный Уэльс) и в некоторых его областях был разговорным до конца XVIII века, а в некоторых семьях использовался ещё и в XIX и даже, возможно, в XX вв. В начале XX века возникло движение за возрождение языка. В конце 2010 года ЮНЕСКО переклассифицировало корнский язык из «вымершего» в «находящийся под угрозой исчезновения».
С начала возрождения на корнском языке было опубликовано множество текстов и литературных произведений (в том числе для детей), и число изучающих язык растёт. Он преподаётся во многих школах, а в некоторых семьях детей учат корнскому языку как родному.

## История

Корнский язык вытеснялся английским в промежутке между 1300 и 1750 годами

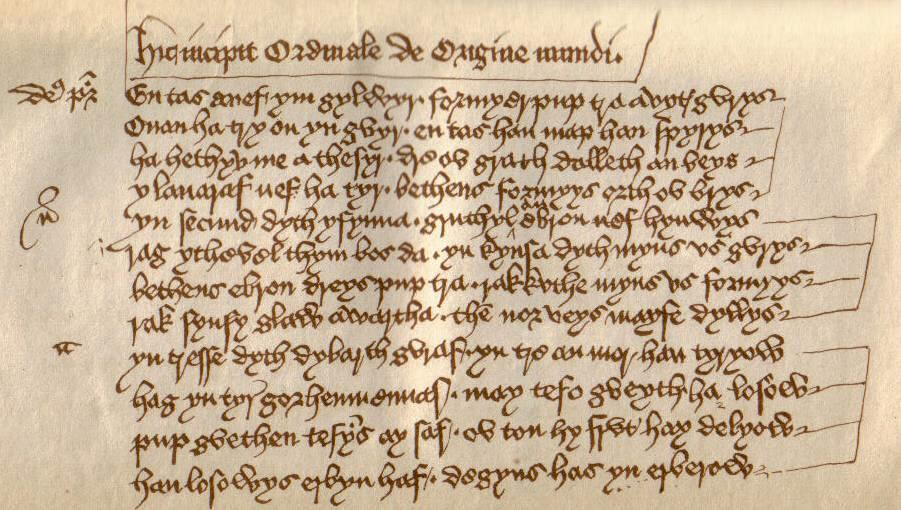
Вступительные стихи «Origo Mundi», написанные неизвестным монахом в конце XIV века.

Корнуолл был, вероятно, заселён кельтами в то же время, что и остальная южная Британия, а затем попал под власть римлян. Начало распада общебриттского языка относится примерно к V веку н. э., когда кельтов начинают теснить на запад англосаксы. В 577 году, после битвы при Деорхаме, англосаксонские владения достигли устья Северна, и тем самым бритты юго-запада были отрезаны от своих соплеменников в нынешнем Уэльсе и на севере Англии. Примерно в то же время начинается переселение бриттов на полуостров Арморика, который после этого получает название Бретань. Язык армориканских бриттов впоследствии стал бретонским, а на юго-западе Англии началось продвижение английского языка.

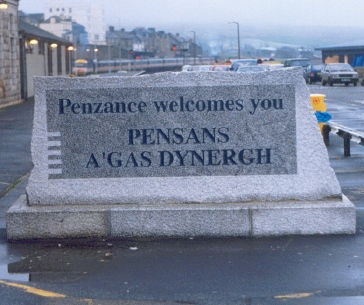
Знак на корнском языке возле железнодорожной станции Пензанс

Самый ранний памятник корнского языка — латинско-корнский словарь, называемый Vocabularium Cornicum и составленный примерно в XII веке. Примерно в XIII веке начинается среднекорнский период, в который создаются наиболее заметные произведения корнской литературы: «Pascon agan Arluth» («Страсти нашего Господа»); «Ordinalia» (XV век) — огромная стихотворная пьеса, состоящая из трёх частей («Происхождение мира», «Страсти Христовы», «Воскресение Господне»); «Beunans Meriasek» («Житие св. Мериадока»); «Bewnans Ke» («Жизнь Кея»), содержащая материал, восходящий к романам о короле Артуре; проповеди Трегира. Крупнейшие памятники на среднекорнском языке — религиозные драмы, сложившиеся под влиянием английских мистерий, но не лишённые известной оригинальности; затем светская и духовная лирика. Примерно в XVII веке начинается новокорнский период; о языке этого времени многое известно из записей валлийского антиквара Эдварда Ллуйда. Последний из корнуэльских лириков — Джеймс Дженкинс — умер в 1710 году.
На протяжении всего времени с V века территория распространения корнского языка неуклонно сокращалась; тем не менее. ещё в XVI веке, когда в ходе Реформации по всей Англии вводилось богослужение на английском языке, в более лояльных Римско-католической Церкви Корнуолле и Девоне вспыхнуло восстание; считается, что жестокое подавление этого восстания стало переломным моментом в истории корнского языка. После восстания в просьбе корнцев о введении богослужебной книги на корнском языке было отказано; также Библия никогда полностью не переводилась на корнский язык, в отличие от валлийского. Корнский язык подвергался всё более сильному английскому влиянию (в частности, корнская орфография со временем всё более приближалась к английской). При этом, правда, не прекращалась связь с Бретанью — в особенности это касалось рыбаков, а также сезонных рабочих, приезжавших в Корнуолл на заработки (там были открыты богатые месторождения олова).
Традиционно считается, что последним носителем корнского языка была Долли Пентрит, скончавшаяся в 1777 году. В последнее время, однако, это подвергается сомнению: так, указывается, что ещё в 1875 году были обнаружены шесть человек, говоривших по-корнски, — все весьма почтенного возраста. Последним известным носителем, не знавшим другого языка, кроме корнского, был Честен Марчант, скончавшийся в 1676 году.

### Возрождение
Своим возрождением корнский язык обязан Генри Дженнеру и Роберту Мортону Нэнсу, которые, основываясь главным образом на среднекорнских литературных текстах, предложили свою реконструкцию корнского языка; при этом они опирались не только на собственно корнские тексты, но и на валлийский и бретонский материал — в частности, в том, что касается слов для современных реалий. Эта система, называемая «Единый корнский» (Unified Cornish, Kernewek Unyes, сокращённо — UC) и долгое время бывшая общепринятой, отчасти сохраняет свои позиции и сегодня.
В начале 1980-х годов Ричард Гендалл, соратник Нэнса, предложил новую систему, исходящую из поздней прозы, язык которой очень сильно подвержен английскому влиянию. Эта система («Современный корнский», Curnoack Nowedga) не получила большого распространения, тем более что автор её всё время пересматривал.
В 1986 году Кен Джордж выпустил описание «Общего корнского» (Common Cornish, Kernewek Kemmyn, KK). В этой системе были устранены многие недостатки UC. KK был воспринят с большим энтузиазмом; в особенности его хвалили учителя. Совет по корнскому языку официально пользуется именно им, как и, по некоторым оценкам, до 80 % тех, кто знает корнский язык.
В 1995 году Николас Уильямс обнародовал свой вариант — так называемый UCR, «Пересмотренный единый корнский» (Unified Cornish Revised, Kernowek Unys Amendys). Уильямс предполагал, что система UC в основе своей лучше, чем KK, а недостатки её можно исправить, если взять в расчёт материалы рукописей, недоступных Нэнсу. UCR не стала очень популярна, однако её поддерживает организация Agan Tavas («Наш язык»). Споры вокруг разных вариантов языка могут быть очень ожесточёнными, хотя на практике все эти разновидности взаимопонятны.

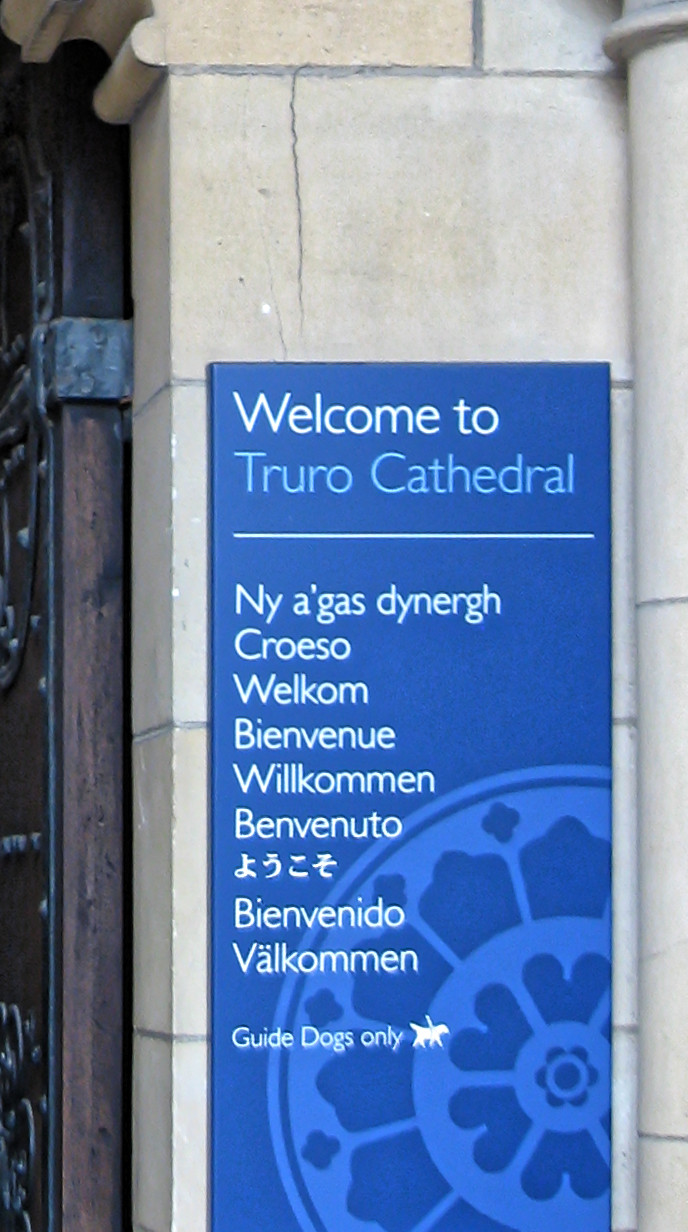
Приветственная табличка на Соборе Труро на нескольких языках, включая Корнский

По последним оценкам, в разной степени корнским языком владеют до 3500 человек (меньше процента всего населения Корнуолла); около 300—400 бегло на нём говорят. Некоторых из них воспитали в корнскоязычных семьях, но большинство из этих людей всё же чаще пользуются английским. Корнский язык имеет значительную поддержку местных властей: широкое распространение получают двуязычные знаки и указатели; на корнском регулярно читают новости на радио, делают другие радиопередачи. Существует несколько корнских периодических изданий, статьи на корнском печатаются также в англоязычных газетах. Правительство Великобритании приняло решение защищать корнский в рамках европейской Хартии о региональных языках и языках меньшинств.

## Лингвистическая характеристика

### Письменность
Письменность корнского языка основывается на латинице; орфография во все исторические периоды существования языка была неустойчивой. В среднекорнский и особенно новокорнский период было заметно влияние английской орфографии.

### Фонетика и фонология
Фонология современного корнского языка основывается на нескольких источниках. Работа лингвиста Эдварда Ллуйда является одним из крупнейших источников. В 1700 году Эдвард посетил Корнуолл, чтобы зафиксировать язык и современный корнский диалект и акцент английского языка, который получил многие интонации и звуки из корнского языка. Была анализирована традиционная литература, так как среднекорнские пьесы часто были написаны рифмованными стихами, а позднекорнские тексты были написаны фонетически, следуя нормам написания английского языка.

### Согласные
|               | Губно-губные | Губно-губные | Губно-зубные | Губно-зубные | Зубные | Зубные | Альвеолярные | Альвеолярные | Постальвеолярные | Постальвеолярные | Палатальные | Палатальные | Велярные | Велярные | Глоттальные | Глоттальные |
| ------------- | ------------ | ------------ | ------------ | ------------ | ------ | ------ | ------------ | ------------ | ---------------- | ---------------- | ----------- | ----------- | -------- | -------- | ----------- | ----------- |
| Носовые       |              | m            |              |              |        |        |              | n            |                  |                  |             |             |          | ŋ        |             |             |
| Взрывные      | p            | b            |              |              |        |        | t            | d            |                  |                  |             |             | k        | ɡ        |             |             |
| Фрикативные   |              |              | f            | v            | θ      | ð      | s            | z            | ʃ                | ʒ                |             |             | x        | x        | h           |             |
| Аффрикаты     |              |              |              |              |        |        |              |              | t͡ʃ               | d͡ʒ               |             |             |          |          |             |             |
| Аппроксиманты |              |              |              |              |        |        |              |              |                  | ɾ ~ ɹ            |             | j           |          | w        |             |             |
| Боковые       |              |              |              |              |        |        |              | l            |                  |                  |             |             |          |          |             |             |

### Гласные
Долгие и краткие гласные фонемы
|                                                 | Передние                                              | Ненапряж. передние                                    | Средние                                               | Ненапряж. задние                                      | Задние                                                |
| Верхние                                         | \| iː · yː uː ɪ · ʏ ɨ ʊ̈ ʊ e: • ø: o: ə ɛ • œ ɔ æ ɒ \| | \| iː · yː uː ɪ · ʏ ɨ ʊ̈ ʊ e: • ø: o: ə ɛ • œ ɔ æ ɒ \| | \| iː · yː uː ɪ · ʏ ɨ ʊ̈ ʊ e: • ø: o: ə ɛ • œ ɔ æ ɒ \| | \| iː · yː uː ɪ · ʏ ɨ ʊ̈ ʊ e: • ø: o: ə ɛ • œ ɔ æ ɒ \| | \| iː · yː uː ɪ · ʏ ɨ ʊ̈ ʊ e: • ø: o: ə ɛ • œ ɔ æ ɒ \| |
| Ненапряж. верхние                               | \| iː · yː uː ɪ · ʏ ɨ ʊ̈ ʊ e: • ø: o: ə ɛ • œ ɔ æ ɒ \| | \| iː · yː uː ɪ · ʏ ɨ ʊ̈ ʊ e: • ø: o: ə ɛ • œ ɔ æ ɒ \| | \| iː · yː uː ɪ · ʏ ɨ ʊ̈ ʊ e: • ø: o: ə ɛ • œ ɔ æ ɒ \| | \| iː · yː uː ɪ · ʏ ɨ ʊ̈ ʊ e: • ø: o: ə ɛ • œ ɔ æ ɒ \| | \| iː · yː uː ɪ · ʏ ɨ ʊ̈ ʊ e: • ø: o: ə ɛ • œ ɔ æ ɒ \| |
| Ср.-верхние                                     | \| iː · yː uː ɪ · ʏ ɨ ʊ̈ ʊ e: • ø: o: ə ɛ • œ ɔ æ ɒ \| | \| iː · yː uː ɪ · ʏ ɨ ʊ̈ ʊ e: • ø: o: ə ɛ • œ ɔ æ ɒ \| | \| iː · yː uː ɪ · ʏ ɨ ʊ̈ ʊ e: • ø: o: ə ɛ • œ ɔ æ ɒ \| | \| iː · yː uː ɪ · ʏ ɨ ʊ̈ ʊ e: • ø: o: ə ɛ • œ ɔ æ ɒ \| | \| iː · yː uː ɪ · ʏ ɨ ʊ̈ ʊ e: • ø: o: ə ɛ • œ ɔ æ ɒ \| |
| Средние                                         | \| iː · yː uː ɪ · ʏ ɨ ʊ̈ ʊ e: • ø: o: ə ɛ • œ ɔ æ ɒ \| | \| iː · yː uː ɪ · ʏ ɨ ʊ̈ ʊ e: • ø: o: ə ɛ • œ ɔ æ ɒ \| | \| iː · yː uː ɪ · ʏ ɨ ʊ̈ ʊ e: • ø: o: ə ɛ • œ ɔ æ ɒ \| | \| iː · yː uː ɪ · ʏ ɨ ʊ̈ ʊ e: • ø: o: ə ɛ • œ ɔ æ ɒ \| | \| iː · yː uː ɪ · ʏ ɨ ʊ̈ ʊ e: • ø: o: ə ɛ • œ ɔ æ ɒ \| |
| Ср.-нижние                                      | \| iː · yː uː ɪ · ʏ ɨ ʊ̈ ʊ e: • ø: o: ə ɛ • œ ɔ æ ɒ \| | \| iː · yː uː ɪ · ʏ ɨ ʊ̈ ʊ e: • ø: o: ə ɛ • œ ɔ æ ɒ \| | \| iː · yː uː ɪ · ʏ ɨ ʊ̈ ʊ e: • ø: o: ə ɛ • œ ɔ æ ɒ \| | \| iː · yː uː ɪ · ʏ ɨ ʊ̈ ʊ e: • ø: o: ə ɛ • œ ɔ æ ɒ \| | \| iː · yː uː ɪ · ʏ ɨ ʊ̈ ʊ e: • ø: o: ə ɛ • œ ɔ æ ɒ \| |
| Ненапряж. нижние                                | \| iː · yː uː ɪ · ʏ ɨ ʊ̈ ʊ e: • ø: o: ə ɛ • œ ɔ æ ɒ \| | \| iː · yː uː ɪ · ʏ ɨ ʊ̈ ʊ e: • ø: o: ə ɛ • œ ɔ æ ɒ \| | \| iː · yː uː ɪ · ʏ ɨ ʊ̈ ʊ e: • ø: o: ə ɛ • œ ɔ æ ɒ \| | \| iː · yː uː ɪ · ʏ ɨ ʊ̈ ʊ e: • ø: o: ə ɛ • œ ɔ æ ɒ \| | \| iː · yː uː ɪ · ʏ ɨ ʊ̈ ʊ e: • ø: o: ə ɛ • œ ɔ æ ɒ \| |
| Нижние                                          | \| iː · yː uː ɪ · ʏ ɨ ʊ̈ ʊ e: • ø: o: ə ɛ • œ ɔ æ ɒ \| | \| iː · yː uː ɪ · ʏ ɨ ʊ̈ ʊ e: • ø: o: ə ɛ • œ ɔ æ ɒ \| | \| iː · yː uː ɪ · ʏ ɨ ʊ̈ ʊ e: • ø: o: ə ɛ • œ ɔ æ ɒ \| | \| iː · yː uː ɪ · ʏ ɨ ʊ̈ ʊ e: • ø: o: ə ɛ • œ ɔ æ ɒ \| | \| iː · yː uː ɪ · ʏ ɨ ʊ̈ ʊ e: • ø: o: ə ɛ • œ ɔ æ ɒ \| |
| iː · yː uː ɪ · ʏ ɨ ʊ̈ ʊ e: • ø: o: ə ɛ • œ ɔ æ ɒ |                                                       |                                                       |                                                       |                                                       |                                                       |

### Морфология
Корнский — язык флективного типа с заметным преобладанием элементов аналитизма.

#### Состав и характер морфологических категорий
Существительное обладает категорией рода (мужской или женский) и числа. Прилагательному свойственна только категория степени сравнения (положительная и сравнительно-превосходная).

#### Основные способы словообразования
Наиболее продуктивным способом словообразования является суффиксация.

### Синтаксис
Хотя синтаксис корнского языка во многом схож с другими кельтскими языками, он обладает также некоторыми особенностями. В среднекорнский период обычным был порядок слов типа VSO, при котором перед глаголом допускались лишь глагольные частицы и некоторые наречия. Однако, из-за усиления английского влияния, на синтаксическом уровне всё больше распространяются структуры типа SVO. При этом порядок слов в сложном предложении не отличается от такового в простом.

## Примеры лексики
| Корнский | Валлийский     | Бретонский  | Русский         |
| -------- | -------------- | ----------- | --------------- |
| Kernowek | Cernyweg       | Kerneveureg | «корнский язык» |
| gwenenen | gwenynen       | gwenanenn   | «пчела»         |
| cador    | cadair         | kador       | «стул»          |
| keus     | caws           | keuz        | «сыр»           |
| en-mes   | y ffordd allan | er-maez     | «выход»         |
| codha    | cwympo         | kouezhañ    | «падать»        |
| gaver    | gafr           | gavr        | «коза»          |
| chy      | tŷ             | ti          | «дом»           |
| gweus    | gwefus         | gweuz       | «губа»          |
| aber     | aber, genau    | aber        | «устье реки»    |
| niver    | rhif, nifer    | niver       | «число»         |
| peren    | gellygen       | perenn      | «груша»         |
| scol     | ysgol          | skol        | «школа»         |
| megy     | mygu           | mogediñ     | «курить»        |
| steren   | seren          | steredenn   | «звезда»        |
| hedhyw   | heddiw         | hiziv       | «сегодня»       |
| whibana  | chwibanu       | c’hwibanat  | «свистеть»      |

## Корнская Википедия
Существует раздел Википедии на корнском языке («Корнская Википедия»), первая правка в нём была сделана в 2004 году. По состоянию на 16:09 (UTC) 3 июля 2025 года раздел содержит 7092 статьи (общее число страниц — 14 740); в нём зарегистрировано 17 374 участника, трое из них имеют статус администратора; 26 участников совершили какие-либо действия за последние 30 дней; общее число правок за время существования раздела составляет 221 495.